# Winterweekschilden
De winterweekschilden (Phloiophilidae) zijn een familie van kevers (Coleoptera) in de onderorde Polyphaga.